# Hannes Otahal
 Hannes Otahal (* 18. August 1960 in Klosterneuburg, Niederösterreich) ist ein österreichischer Blues-, Boogie-Woogie- und Country-Musik-Pianist.

## Biographie
Hannes Otahal stand bereits in jungen Jahren, noch vor seinem klassischen Klavierstudium, auf nationalen und internationalen Jazzbühnen.
Sein Fokus lag stets auf der authentischen Interpretation von Boogie-Klassikern. Zusätzlich zu seinen Solokonzerten trat er mit der "Mojo Blues Band" bei der "Stars of Boogie-Woogie Gala" im Großen Saal des Wiener Konzerthauses auf.
Es folgten zahlreiche Tourneen mit Stars wie Axel Zwingenberger und dem amerikanischen Jazz-Pianisten Ray Bryant.
Er begleitete u. a. Stars wie Wanda Jackson, Linda Gail Lewis, Tommy Cash, Bill Haley’s Comets, Narvel Felts, Charlie McCoy, Norma Jean, Stonewall Jackson und Billy Jo Spears, und er hatte den Klavierpart inne bei international bekannten Formationen wie "5 in love", "Girly & The Blue Caps", "New West", "Route 66" oder den "Legendary Daltons".
Zunehmend fördert und unterrichtet er junge Musiker aus der Boogie-Woogie-Szene. Zu diesem Zweck setzt er seit Beginn des neuen Jahrtausends klassische Boogie-Kompositionen tongetreu in Notenform um.
Gemeinsam mit seinem neuen Management Gustfuss®-Records arbeitete er an der Neuauflage seines Erfolgsalbums "Boogie-Woogie Reminiscences" sowie an innovativen Kompositionen für ein brandneues Album. Einige seiner Werke, darunter auch seine Version des "Bumble Boogie", sind nun auch in Notenform bei GUSTFUSS®-Records erhältlich.

## Diskographie
- 2014: Solo-CD "Boogie Woogie Walker" (Gustfuss Records GF 032014)
- 2011: Solo-CD "Boogie-Woogie Reminiscences Remastered" (Gustfuss Records GF 042011)
- 2004: Route 66, "A Tribute to Hank Williams" (Hilltop Records HR 050101)
- 2004: Manfred Cromy´s Texas Schrammeln, "G'stanzln und andere Hawara" (Urmel Records UR 013)
- 2003: Solo-CD "Boogie-Woogie Reminiscences" (boogie-music bm 03-0101) *
- 2002: "Best of Austrian Countrymusic" (Tyrolis CD 351 921) – 2 Titel mit New West, 2 Titel mit Route 66
- 2001: Manfred Cromy´s "Texas Schrammeln" (Urmel Records UR 011)
- 2001: Oliver Grün, "Roots - Music - Radio" (TONAL TL 80118-2)
- 2000: "Haag 2000" (CWF 006.000), 14 Titel mit den Phantoms of the opry, David Frizell, Billy Jo Spears, Jack Greene und Bill Herms
- 1999: Girly and the Blue Caps, "For Dancers Only" (ZIPP-recordings ZR 99008-3)
- 1998: "Haag 1998 - Country Music Live" (CWF 004.98), 10 Titel mit Charlie McCoy, Stonewall Jackson, Norma Jean und Narvel Felts
- 1998: Route 66 and Herb Remington, "A Tribute to Bob Wills" (Indian Dreams Records IDR 9851-J4)
- 1997: Girly and the Blue Caps, "You're Never Too Young to Jump and Jive Vol. 2" (ZIPP-recordings ZR 96006-3) *
- 1997: Mojo Blues Band, "20 Years in the Blues Jungle" (EMI 7243 8 21314 2 7)
- 1996: Girly and the Blue Caps, "You're Never Too Young to Jump and Jive" (ZIPP-recordings ZR 97011-3) *
- 1992: Route 66, "Louisiana Friday Night" (Hilltop records HR 970927)
- 1991: Johnny and the Creditcards, "I'm Ready" (Jelesitz Records JR 911101)
- 1988: Route 66, "Texas in My Heart" (Hilltop Records HR 970926)
- 1987: Route 66, "Texas on a Saturday Night" (Hilltop Records HR 970925)
- 1986: "...i steh' auf den Boogie", Piano Express (Lion Baby Rec., LC 8795), 2 Titel mit Piano Express